# Bartramia capensis
Bartramia capensis là một loài rêu trong họ Bartramiaceae. Loài này được R. Br. Wijk & Margad. mô tả khoa học đầu tiên năm 1959.